# آلفا انولاز
آلفا اِنولاز (انگلیسی: Alpha-enolase) یا انولاز ۱ یک آنزیم گلیکولیتیک است که در انسان توسط ژن «ENO1» کدگذاری می‌شود.
این پروتئین در بیشتر بافت‌های بدن ساخته می‌شود و در شکل مونومری خود، به‌عنوان یک پروتئین ساختمانی (تاو-کریستالین) در عدسی ایفای نقش می‌کند. ایزوفرم‌های کوتاه این آنزیم با اتصال به پروموترِ c-myc، به‌عنوان یک ژن سرکوب‌گر تومور عمل می‌کنند. آلفا اِنولاز یک اتوآنتی‌ژن در انسفالوپاتی هاشیموتو است.

## اهمیت بالینی

### سرطان‌ها
بیش‌فعالی ژن ENO1 با بروز گلیوما، نوروبلاستوما، سرطان لوزالمعده، سرطان ریه، کلانژیوکارسینوما، سرطان تیروئید، سرطان بدخیم کبد، و سرطان پستان در ارتباط است.

### بیماری‌های خود ایمنی
آنزیم انولاز ۱ در سرم کودکان مبتلا به آرتریت ایدیوپاتیک جوانان یافت شده‌است. همچنین این آنزیم در انسفالوپاتی هاشیموتو و موارد شدید آسم، نقش یک اتوآنتی‌ژن را ایفا می‌کند و در بیماری بهجت نیز یک آنتی‌ژنِ هدف، برای آنتی‌بادی‌های ضد سلول‌های اندوتلیال است. در مبتلایان به قوز قرنیه مشاهده است که بیان ژنی این آنزیم در اپی‌تلیوم قرنیه کاهش یافته‌است.

### بیماری‌های دستگاه گوارش
مشاهده گردیده‌است که این آنزیم با فعال‌سازی C-Src و مسیر پیام‌رسانی MEK/ERK، در بروز بیماری‌های معدهٔ مرتبط با هلیکوباکتر پیلوری نقش دارد.

### کم‌خونی همولیتیک
کمبود اِنولاز یک خطای متابولیسمی مادرزادی نادر است که منجر به کم‌خونی همولیتیک می‌شود و در اثر جهش خاصی در ژن ENO1 حاصل می‌شود.